# Dani Géliz
Dani Géliz (Cartagena, Bolívar, Colombia; 13 de mayo de 1987) es un futbolista colombiano. Juega de delantero.

## Trayectoria
Debutó con Cortuluá en el 2007. A comienzos de 2009 se fue a jugar al Bogotá F.C. logrando apenas jugar un partido. En 2011 ficha por el Valledupar F.C. en donde logró consolidarse como uno de los referentes de la zona delantera del club, logrando incluso, en la Copa Colombia 2011, ser el segundo mejor goleador por detrás de Carlos Bacca.
En el primer semestre de 2013 se fue a jugar al Depor Aguablanca, pero su fortuna fue distinta. El 26 de diciembre de 2013, fue anunciado como fichaje del Deportivo Pereira.

## Clubes
| Club                | País                | Año                 | Partidos | Goles |
| ------------------- | ------------------- | ------------------- | -------- | ----- |
| Cortuluá            | Colombia            | 2007 - 2008         | 10       | 1     |
| Bogotá F.C.         | Colombia            | 2009 - 2010         | 1        | 0     |
| Valledupar F.C.     | Colombia            | 2011 - 2012         | 74       | 17    |
| Depor Aguablanca    | Colombia            | 2013                | 24       | 0     |
| Deportivo Pereira   | Colombia            | 2014 - 2016         | 15       | 1     |
| Atlético Socopó     | Venezuela           | 2017                | 12       | 3     |
| Total en su carrera | Total en su carrera | Total en su carrera | 124      | 19    |

## Palmarés

### Distinciones individuales
| Distinción                                | Año  |
| ----------------------------------------- | ---- |
| 2° Goleador de la Copa Colombia (7 goles) | 2011 |